# ژان دوران
ژان دوران (انگلیسی: Jhon Durán؛ زادهٔ ۱۳ دسامبر ۲۰۰۳) بازیکن فوتبال اهل کلمبیا است.
از تیم هایی که او در آن بازی کرده می‌توان تیم فوتبال استون ویلا اشاره کرد.
وی همچنین در تیم‌های ملی فوتبال زیر ۱۷ سال و بزرگسالان کلمبیا بازی کرده است.